# The Crash Reel
The Crash Reel [ði: kræʃ ri:l] ist ein Dokumentarfilm der britischen Regisseurin Lucy Walker aus dem Jahr 2013 über den Snowboarder Kevin Pearce und der Folgen von Schädel-Hirn-Traumata bei diesem und ähnlichen Extremsportarten.
Uraufgeführt wurde der Film am 19. Januar 2013 als Eröffnungsfilm auf dem Sundance Film Festival. Der deutsche Kinostart war am 4. Januar 2014. Produziert wurde der Film von HBO Films.

## Handlung
Die Dokumentation beschreibt die Geschichte des professionellen Snowboarders und Freestylers Kevin Pearce. In den Minuten vor dem Vorspann handelt der Film zentral von der zerbrechenden Freundschaft und Rivalität zwischen Pearce und Shaun White, den beiden hochgehandelten Kandidaten für das Gold bei den Olympischen Winterspielen 2010. Im Vorbereitungstraining aber stürzt Pearce am 31. Dezember 2009 in einer Halfpipe in Park City schwer und erleidet ein Schädel-Hirn-Trauma, durch das er zunächst ins Koma fällt.
Die Regisseurin begleitet den schwer verletzten Pearce und dessen Familie und Freunde während seiner Zeit im Krankenhaus und bei der zweijährigen Rehabilitation, einschließlich der bleibenden Folgen des Hirntraumas wie einem erhöhten Risiko bei späteren Hirnerschütterungen. In einer Phase scheint Pearce bereits wieder weitgehend hergestellt zu sein, überschätzt aber stark seine Fähigkeiten und zeigt damit eine für seine Familie nur schwer ertragbare Risikobereitschaft – insbesondere den Wunsch, wieder Profisnowboarder zu werden und damit eine erneute Hirnverletzung in Kauf zu nehmen. Parallel dazu dokumentiert der Film weitere schwere Hirnverletzungen im Ski- und Snowboardsport wie den tödlichen Unfall der kanadischen Freestyle-Skierin Sarah Burke und spielt Szenen weiterer Unfälle von Extremsportarten ein. Die Dokumentation endet Ende 2011, als Pearce seine bleibenden Einschränkungen klarer wahrnimmt.

## Entstehung
Die Regisseurin traf Kevin Pearce zum ersten Mal auf einer Veranstaltung von David Mayer de Rothschild, bei der Action-Sport-Athleten des Sponsors Nike überzeugt werden sollten, ihre Plattform für einen gesellschaftlichen Wandel zu nutzen. Lucy Walker war begeistert von dem Snowboarder Pearce und wollte einen Dokumentarfilm über ihn machen. Das Ergebnis wurde unter anderem am 23. Januar 2013 zum Auftakt der X-Games in Aspen gezeigt.

## Rezeption
Die Reaktionen zum Film waren überwiegend positiv. Bei Rotten Tomatoes sind 96 % der Kritiken positiv bei insgesamt 46 Kritiken. Die durchschnittliche Bewertung liegt bei 7,9 von 10. Im Fazit heißt es, der Film sei „klug, anteilnehmend und bewegend und nutze die bewährte Formel von Sportdokumentationen, um die Erwartung des Zuschauers in die Irre zu führen und fesselnde Fragen bezüglich Ehrgeiz und Erfolg zu stellen“. (“Smart, compassionate, and moving, The Crash Reel uses the familiar sport-doc formula to subvert expectations and ask challenging questions about ambition and achievement.”) Bei Metacritic erhält der Film eine Bewertung von 79 von 100 bei insgesamt 15 Kritiken.
Die Zeitschrift Cinema bezeichnete den Film als „mitreißendes, intimes und facettenreiches Dokument“. The Hollywood Reporter urteilte, der Film sei wegen der „anteilnehmenden Darstellung des Nervenkitzels und der Risiken von Extremsportarten sowohl für Anwärter als auch für Enthusiasten sehenswert“. Variety schrieb, Regisseurin Walker vollbringe, „unterstützt durch exzellentes Half-Pipe-Filmmaterial und die intime Anteilnahme von Pearce’ Familie“, das „Kunststück, die Bedürfnisse eines Extremsportfilms ebenso zu erfüllen wie die einer warnenden Erzählung“.